# Teoría sociológica
El término teoría sociológica se refiere a los constructos teóricos de la sociología y poder sistematizar los datos obtenidos de observaciones sociológicas. En la actualidad, el término designa una construcción intelectual que tiende a vincular el mayor número de fenómenos observados y leyes particulares en un conjunto coherente presidido por un principio general explicativo para los hechos bajo estudio.

## Teoría sociológica general
Los datos y observaciones de cualquier ciencia pueden ser difíciles de interpretar o sistematizar si no se posee una teoría o tesis que los ordene o los agrupe de alguna manera sistemática o racional. Así, la biología era un conjunto de datos sin coherencia aparente antes de la aparición de la teoría de la evolución por selección natural. El propio Auguste Comte vislumbró este aspecto tan importante, por lo que escribió respecto a la necesidad de una teoría sociológica:

Si, al contemplar los fenómenos no los unimos a algunos principios, no sólo nos será imposible combinar esas observaciones aisladas y, por consiguiente, sacar de ellas algún provecho, sino incluso que seríamos incapaces por completo de retenerlas; y con la mayor frecuencia los hechos pasarían inadvertidos ante nuestros ojos.

La realización de una teoría es el mayor anhelo de los sociólogos, de ahí que debe mantenerse como una fuente de inspiración, ya que permite aunar todos los esfuerzos en su consecución, aun cuando no se llegue a la meta final. Aunque, desde un punto de vista práctico, existen opiniones de que no es tan necesaria tal teoría. Robert  escribió al respecto:

“Considero que, hoy por hoy, nuestra tarea principal consiste en crear teorías especiales aplicables a zonas limitadas de datos –teorías, por ejemplo, sobre la dinámica de las clases, las presiones conflictivas en los grupos, el flujo del poder y el ejercicio de la influencia interpersonal– más que buscar enseguida la estructura conceptual integrada de la cual derivar todas estas y otras teorías…. Decir que tan necesarias son las teorías generales como las especiales es correcto pero trivial: el problema consiste en distribuir nuestros escasos recursos. Sugiero que la senda que lleva a los esquemas conceptuales efectivos en sociología quedará abierto mucho más eficazmente mediante la elaboración de teorías especiales…”.

## Sistemas y teorías
El conocimiento organizado está constituido por los sistemas filosóficos, por una parte, y por las teorías científicas, por otra parte. De ahí que la sociología tiene a la vista ambos tipos de descripción, tendiéndose al primero en el caso del sociólogo de orientación filosófica y al segundo en el caso del sociólogo con orientación científica.
Un sistema filosófico ha de estar constituido esencialmente de dos componentes básicos, teórico y práctico, por lo que I. Kant escribe “Toda filosofía es teórica o práctica. La filosofía teórica es la regla del conocimiento; la filosofía práctica es la regla del comportamiento en lo que atañe al libre albedrío”.
- Teoría del conocimiento (lógica, ciencia, lenguaje, etc.)
- Teoría del comportamiento (ética)

Una teoría científica, por el contrario, ha de buscar aspectos observables y cuantificables, tratando de encontrar leyes naturales invariables que subyacen a los fenómenos descritos. Sólo a partir de ellos será posible encontrar respuestas adecuadas a los interrogantes y problemas que surgen en el ámbito de la sociedad. “El carácter fundamental de la filosofía positiva es considerar todos los fenómenos como subyacentes a leyes naturales invariables, cuyo descubrimiento preciso y cuya reducción al menor número posible, constituye el fin de todos nuestros esfuerzos, considerando como absolutamente inaccesible y carente de sentido, para nosotros, la búsqueda de lo que se da en llamar la causa, sea la primera, sea la final” (A. Comte). La sociología, como rama de la ciencia experimental, debe apuntar hacia el establecimiento de una teoría que cumpla con los siguientes objetivos:
- Descripción de los fenómenos sociales a partir de variables observables y cuantificables

- Establecimiento de leyes naturales causales
- Organización del conocimiento mediante un sistema axiomático

De todas maneras, no queda excluida la posibilidad de establecer una teoría del conocimiento y una teoría de la acción dentro de los requisitos establecidos.

### Teoría sociológica frente a teoría social
Kenneth Allan propuso la distinción entre teoría sociológica y teoría social. En la terminología de Allan, la teoría sociológica consistiría en un conjunto de proposiciones generales y verificables sobre la sociedad. Esta teoría se apoyaría de manera importante en el método científico, debido a sus pretensiones de objetividad y a un intento de evitar los juicios de valor. Por otro lado, la teoría social, de acuerdo con Allan, consistiría en una crítica de la sociedad moderna más que en una explicación. Así la teoría social estaría generalmente más cerca de la filosofía continental, así estaría menos preocupada por la objetividad o la formulación de proposiciones verificables empíricamente, y más en juicios normativos. La teoría sociológica sería desarrollada fundamentalmente por sociólogos, mientras que la teoría social frecuentemente provendría de disciplinas periféricas a la sociología.
Entre los investigadores prominentes de la teoría sociológica se pueden incluir a Talcott Parsons, Robert K. Merton, Randall Collins, James Samuel Coleman, Peter Blau, Marshal McLuhan, Immanuel Wallerstein, George Homans, Harrison White, Theda Skocpol, Gerhard Lenski, Pierre van den Berghe o Jonathan H. Turner. Por otra parte algunos autores que se han dedicado a la teoría social serían: Jürgen Habermas, Anthony Giddens, Michel Foucault, Dorothy Smith, Alfred Schütz, Jeffrey Alexander o Jacques Derrida. También hay autores destacados que podría habrían contribuido tanto a la teoría sociológica como la teoría social, como Harold Garfinkel, Herbert Blumer, Claude Lévi-Strauss, Pierre Bourdieu o Erving Goffman.[Alejandro Rojas]

## Enfoques teóricos
Existen en sociología enfoques como el interaccionismo simbólico, el marxismo y la teoría crítica. En cierto modo estos enfoques son complementarios. Sin embargo, existen también profundas discrepancias entre ellos, que influyen en la forma que tienen de tratar las cuestiones teóricas autores que utilizan perspectivas diferentes.
Los principales nombres asociados al funcionalismo son los de Auguste Comte y Émile Durkheim. Al estructuralismo, los de Ferdinand de Saussure y Claude Lévi-Strauss. Al estructural funcionalismo, el de Talcott Parsons. Al interaccionismo simbólico los de George H. Mead y Erving Goffman. Al marxismo, Karl Marx y Friedrich Engels. A la teoría crítica, los de Theodore Adorno, Herbert Marcuse y Jürgen Habermas. Al funcional estructuralismo, el de Niklas Luhmann.

### La teoría de Talcott Parsons
Como ejemplo de teoría sociológica, puede citarse el esquema básico de la propuesta por Talcott Parsons:
- Las actividades sociales de los hombres se derivan de su conciencia de sí mismos (como sujetos) y de otros, y de las situaciones externas (como objetos)
- Como sujetos, los hombres actúan para alcanzar sus intenciones, propósitos, ambiciones, fines, objetivos o metas (subjetivos)
- Utilizan los medios, las técnicas, los procedimientos, los métodos y los instrumentos adecuados.
- Sus cursos de acción están limitados por condiciones o circunstancias inalterables.
- Cuando ejercen su voluntad o juicio, eligen, sopesan y evalúan lo que harán, lo que hacen y lo que han hecho.
- Recurren a patrones, reglas o principios morales para tomar decisiones.
- Todo estudio de las relaciones sociales requiere que el investigador use técnicas de investigación subjetivas tales como "verstehen" (la comprensión), la reconstrucción empática o imaginativa, o la experiencia vicaria.